# Patrizio Bianchi
Patrizio Bianchi (Copparo, Italia; 1952) es un político y profesor italiano. Desde el 2021 es el ministro de Educación de la República Italiana, dentro del Gobierno Draghi.